# Turjavágás
Turjavágás (ukránul: Тур'я Пасіка) település Ukrajnában, Kárpátalján, az Ungvári járásban.

## Fekvése
Perecsenytől délkeletre, Rákó, Mokra és Poroskő közt fekvő település. Keresztülfolyik rajta a Turja.

## Története
1910-ben 1603 lakosából 38 magyar, 1565 ruszin volt. Ebből 1542 görögkatolikus, 54 izraelita volt.
A trianoni békeszerződés előtt Ung vármegye Perecsenyi járásához tartozott.

## Turizmus
Turjavágáshoz tartozik Vojevodino üdülőtelep.